# Miyagia pseudosphaeria
Miyagia pseudosphaeria är en svampart som först beskrevs av Jean François Montagne, och fick sitt nu gällande namn av Jørst. 1962. Miyagia pseudosphaeria ingår i släktet Miyagia och familjen Pucciniaceae.   Inga underarter finns listade i Catalogue of Life.